# Lycée Montesquieu (Le Mans)
Pour les articles homonymes, voir Lycée Montesquieu.
Le lycée Montesquieu du Mans (Sarthe), dont il est l'un des plus vieux représentants est un établissement scolaire public dont l'origine remonte à 1599. Il dépend de l'académie de Nantes. Il accueille environ 1 480 élèves et compte 130 professeurs. Louis Mermaz, Gérard Genette, Jacques Derrida ou Jean Baechler  y ont enseigné.

## Enseignement Secondaire
Le lycée accueille onze classes de baccalauréat général (6 classes de S, 2 de ES, 1 de L ainsi qu'une classe hybride ES / L). -> autrefois 
Toutes les spécialités classiques ainsi que la spécialité NSI.

### Classement du lycée
En 2015, le lycée se classe 8e sur 19 au niveau départemental quant à la qualité d'enseignement, et 1384e sur 2301 au niveau national. Le classement s'établit sur trois critères : le taux de réussite au bac, la proportion d'élèves de première qui obtient le baccalauréat en ayant fait les deux dernières années de leur scolarité dans l'établissement, et la valeur ajoutée (calculée à partir de l'origine sociale des élèves, de leur âge et de leurs résultats au diplôme national du brevet).

## Enseignement supérieur
Le lycée abrite des CPGE littéraires (Khâgnes A/L et LSH) et scientifiques (MP, PC*, PSI*). En 2016, L'Étudiant donnait le classement suivant pour les concours de 2015 :
| Filière | Élèves admis dans une école du panel* | Taux d'admission* | Taux moyen sur 5 ans | Classement national | Évolution sur un an |
| --- | ------------------------------------- | ----------------- | -------------------- | ------------------- | ------------------- |
| Khâgne A/L | 0 / 32 élèves                         | 0 %               | 0 %                  | 44eex-æquo sur 44   | =                   |
| Khâgne LSH | 0 / 32 élèves                         | 0 %               | 0 %                  | 34eex-æquo sur 34   | =                   |
| MP | 0 / 27 élèves                         | 0 %               | 2 %                  | 64eex-æquo sur 119  | 50                  |
| PC* | 4 / 43 élèves                         | 9 %               | 7 %                  | 24e sur 123         | 35                  |
| PSI* | 0 / 25 élèves                         | 0 %               | 5 %                  | 78eex-æquo sur 120  | 39                  |
| Source : Classement 2016 des prépas - L'Étudiant (Concours de 2015). * le taux d'admission dépend des grandes écoles retenues par l'étude. En khâgnes, ce sont l'ENSAE, l'ENC,les 3 ENS, et 5 écoles de commerce qui ont été retenues. En filières scientifiques, c'est un panier de 11 à 17 écoles d'ingénieurs qui a été retenu selon la filière (MP, PC, PSI, PT ou BCPST). |                                       |                   |                      |                     |                     |

## Histoire

### Les prémices

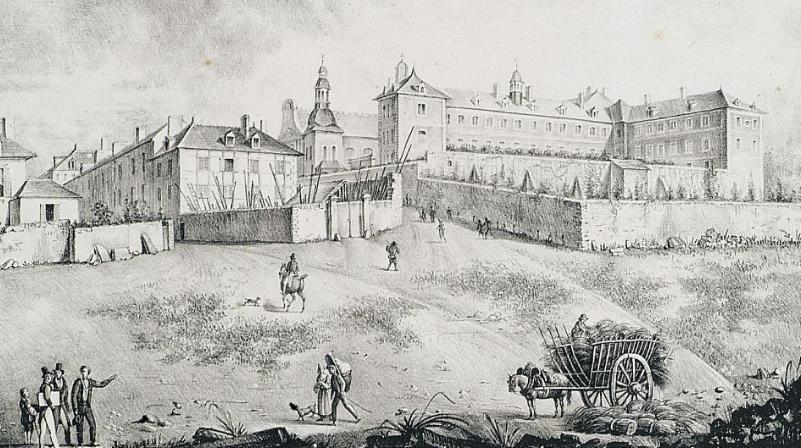
Le collège du Mans au début du XIXe siècle. Dessin de Pierre Peletier et dédié à Monsieur Dubreuil, principal.

Le site même du lycée Montesquieu a une histoire très ancienne. On a retrouvé en 1848 des traces d’occupation remontant au temps où la place était tenue par les Romains. Les jardins à proximité ont permis la découverte de monnaies datant des républiques d’Auguste et de Tibère. Les bâtiments sont situés quasiment sur la muraille gallo-romaine, érigée au cours du troisième siècle apr. J.-C. À la fin du VIe siècle, on érige un petit monastère en bordure de la muraille sud, non loin de ce qui sera plus tard la future cathédrale. L’évêque Harlmund baptise alors le bâtiment « Saint-Ouen ». Ce dernier sert aux pèlerins venus se recueillir au-devant des reliques de Saint Julien. Cinq siècles plus tard, le petit monastère devient le prieuré Saint-Ouen-des-Fossés et est alors composé d’une église paroissiale. C’est au XIIIe siècle que la paroisse prend pleinement ascendance sur la ville et ses environs. Alors que trois annexes ont été créées vers le nord et l’est à l’extérieur de la ville, les vignes sont encore très exploitées dans la Beauce mancelle. La ville subit un regain de population avec les installations de nouveaux vignerons. L’édifice est détruit dans les années 1420 lors des invasions anglaises. De suite reconstruit, il est finalement entièrement détruit en 1589 lors d’un grand incendie.

### Naissance du collège
C'est en 1599 que, dans la suite des décisions du concile de Trente, est construit un collège-séminaire sur le site qui avait autrefois servi à la construction du monastère. L’évêque du Mans de l’époque, Claude d’Angenne, est l’instigateur du projet. Un an plus tard, il obtient l’autorisation pontificale et prend la direction d’une assemblée générale du clergé manceau, qui sera le « siège de décision » des directives à entreprendre. Les cours et les chaires peuvent se mettre en route, nous sommes en 1601 et l’ensemble des collèges de la ville se réunissent en un seul. Oratoriens et Jésuites sont candidats pour assurer la direction du collège. En 1624, l'évêque du Mans choisit Les Oratoriens, récusant donc les Jésuites. Un professeur de philosophie, un de théologie, deux pour les lettres grecques, deux pour les latines, voilà « six pauvres boursiers » comme aimaient à les appeler les détracteurs de l’époque. Le collège devient un endroit de prédilection pour l’ouverture d’esprit, pour la diversité des idées et pour la culture des idées libérales. On est loin des institutions jésuites de l’époque et le collège se fait une certaine réputation en devenant un établissement innovant et aux méthodes pédagogiques nouvelles. Cependant, tout cela est bientôt endigué par le clergé qui limite les idées de propagande jansénistes qui commencent à circuler. Entre 1661 et 1678, la rigueur religieuse catholique reprend une grande place au collège. Les thèses et théories jansénistes sont bannies ou condamnées, de même que toute idée cartésienne. Ce sont 900 élèves qui fréquentent alors l’établissement. Les locaux sont insuffisants pour accueillir autant d’élèves. Les bâtiments sont restaurés en 1655. En 1685, d’autres bâtiments sont créés. Ceux-ci gardent toujours aujourd’hui une grande trace, à l’image de l’escalier Gérard Depardieu dans le bâtiment central. En 1683 est érigée la chapelle de l'Oratoire qui reste un exemple unique au Mans de l'architecture religieuse de la fin du XVIIe siècle.

### Perte de vitesse et renaissance
En 1747, on dénonce la vétusté des locaux. En 1750, des mesures sont prises avec la création de deux corps de bâtiments, l'un parallèle à la chapelle de l’Oratoire, l'autre perpendiculaire avec en rez-de-chaussée la salle des actes, voûtée en panier. Des concours financiers privés financent le projet, s'ajoutant à ceux de la ville du Mans, et de la cassette royale. Au XVIIIe siècle, les effectifs sont en chute libre avec 510 élèves en 1722. Ce ne sont plus que 205 jeunes hommes qui fréquentent l’établissement en 1781. En 1789, les oratoriens laissent libres la salle des actes et la chapelle aux états-généraux pour que le tiers-état et la noblesse puissent se réunir. Les oratoriens sont décimés par la constitution civile du clergé de 1791. Le père supérieur comme la majorité des enseignants refusent de prêter serment. Seuls trois enseignants acceptent de prêter serment. En 1792, la cohabitation se fait entre les « pour » et les « contre ». En cette même année, l’établissement est laïcisé et c’est l’autorité civile qui en prend le contrôle. Les professeurs enseignants y sont choisis par l’administration, afin de dispenser au maximum le culte de la liberté. Le collège assure alors l’enseignement primaire et secondaire. Les effectifs sont alors peu nombreux : on manque de professeurs, de moyens et les frais de scolarité sont trop élevés. En 1797 le collège se change en « École Centrale de la Sarthe ». L’inauguration officielle est effectuée le 1er septembre 1798. Les effectifs sont pourtant au plus bas : 150 élèves sont présents en 1799, 119 en 1802 et seulement 112 en 1804. Le collège de la Flèche est lui, bien rempli avec plus de 500 élèves. En 1804, on donne une nouvelle dénomination à l’établissement : « école secondaire communale ». L’ancien directeur de l’Oratoire, le père Moissonet en est le nouveau directeur.
En 1810, il s’agit du « nouveau Collège de la ville du Mans ». La municipalité demande à l’État que l’établissement devienne lycée, afin de se décharger des charges trop lourdes qui reposent sur les comptes de la cité. Un décret de décembre 1850 érige l'établissement en lycée d'État. Après la création de dortoirs et la réhabilitation de nombreux locaux, le lycée se développe durant la seconde moitié du siècle. Le nombre d’élèves augmente et le taux de réussite est bon. Les caisses de l’établissement comme de la ville se remplissent de nouveau, et la qualité de l’enseignement est reconnue. Un nouveau bâtiment est construit en 1853. En 1870, le lycée est déserté par les élèves, durant la guerre face aux Prussiens. L’établissement devient alors un hôpital militaire. Après la bataille des Jacobins du 1er janvier 1871, le lycée est pris d’assaut par les armées prussiennes et sera occupé jusqu’en mars. En 1877, on créé le « petit-lycée » dans un hôtel particulier que la ville a racheté. Entre 1883 et 1885, des changements radicaux sont entrepris : tout un pan de la rue Saint-Vincent est racheté par la municipalité pour agrandir les bâtiments du lycée. Des maisons sont détruites pour créer la nouvelle cour des marronniers, style XVIIe siècle. C’est tout le quartier qui trouve dès lors ses repères autour du nouveau lycée. À l’époque, on trouve le coût trop lourd pour un résultat décevant. L’association des anciens élèves est fondée en 1877 avant d’être reconnue d’utilité publique en 1886. Cinq ans plus tard, le SALM (Sports athlétiques du lycée du Mans) est créé. Cette organisation participe et s’impose dans les compétitions régionales et nationales. Les slamistes disposent alors de facilités mises à leur disposition par la ville du Mans. Les jardins de la préfecture leur sont par exemple bien souvent réservés. Le 1er juillet 1901, on fête le cinquantenaire du lycée et les 25 ans de l’association des anciens élèves. Des artistes de la Comédie-Française viennent se produire au Mans pour l’occasion.

### Les guerres duXXesiècle: entre lycée et hôpital
Lors de la guerre 14-18, le lycée redevient un hôpital militaire et accueille déjà 100 blessés le 16 août 1914. Durant toute la guerre, l’établissement accueillera 5 886 blessés. Si les cours continuent, ils sont peu nombreux. De nombreux professeurs ont été réquisitionnés. 4 professeurs et 160 élèves meurent au combat ou des suites du combat, et 350 anciens élèves sont honorés d’une citation. En 1922, après le rétablissement du Concours général, le lycée figure dans le haut du tableau des palmarès. Dès septembre 1939, le lycée héberge des centaines d’élèves venus de l’Est ou du Nord de la France, Arrivent ensuite ceux du lycée de Brest, puis des lycées parisiens. À la fin de l’année, on compte 600 élèves en CPGE. Le lycée devient, par le transfert de classes préparatoires de lycées parisiens, un « lycée parisien en province ». La moitié de l’établissement est alors devenu hôpital militaire. Le 15 juin 1940, le lycée est contraint de fermer ses portes et le 26 juin, l'armée allemande l’occupe. Le lieu est transformé en Frontsammelstelle. Les quelques élèves restant organisent une petite résistance, à l’image du chant de la Marseillaise retentissant le 11 novembre. Le lycée est finalement évacué en février 1941, grâce au proviseur et à l’inspecteur d’académie. Après le débarquement de Normandie, les Allemands reprennent possession de l’établissement et le transforment (encore une fois) en hôpital. Ils abattent le grand portail pour permettre aux camions de pouvoir rentrer. Le lycée est évacué en vitesse sous les bombardements alliés qui laissent le tout en piteux état. Les soldats américains s’installent dans le bâtiment durant un mois environ. La rentrée est effectuée le 11 novembre 1944. Nombreux sont les anciens élèves à avoir rejoint les Forces françaises libres en Angleterre, comme en Afrique. La plus grande figure restera Roland de la Poype, un des « as » de l’escadrille « Normandie-Niemen ». Raymond Dronne sera un Compagnon de la Libération, en chef de file de la 2e division blindée, qui sera le premier officier français à entrer dans le Paris insurgé le 23 août 1944. Deux professeurs, Paul Marchal et Roger Bouvet, engagés dans la Résistance, meurent en déportation.

### De 1945 à aujourd’hui: retour du progrès
Aux rentrées 1945, 1946, 1947 ce sont environ 650 élèves qui sont inscrits. En 1950, 810 élèves sont décomptés. En novembre 1951 sont organisées, en présence du ministre de l’éducation nationale André Marie, les cérémonies commémorant les cent ans du lycée d’État de garçons du Mans. Une rétrospective de l’histoire du lycée, regroupée par M. Fernand Letessier, professeur, est exposée. On trouve alors les anciennes archives oratoriennes, les ouvrages des professeurs et anciens professeurs. La Comédie-Française, dirigée par Pierre-Aimé Touchard, un ancien élève, revient au Mans pour présenter Le jeu de l’amour et du hasard, pièce de Marivaux. En 1960, la poussée démographique est grande. 1200 élèves sont inscrits au lycée, et 2000 si l'on y ajoute l'annexe du Ronceray qui sera par la suite transformée en collège d'enseignement secondaire. Des classes supérieures (lettres supérieures et mathématiques supérieures) sont ouvertes en 1956, auxquelles s'ajoutera une classe de préparation aux concours des écoles agronomiques en 1965. La création de nouveaux lycées au Mans et dans la Sarthe incite à donner un nom au lycée. Les propositions et les débats vont bon train depuis de nombreuses années : Pelletier du Mans, Scarron, Bollée... Ce lycée reçoit le nom de lycée Montesquieu, nom de la rue qui dessert son entrée principale. L’internat est fermé en 1978 à la suite d'une baisse du nombre d’inscriptions, due à la création de collèges et lycée dans la Sarthe. Le lycée devient mixte. Mais dès le début des années 1980, une forte demande de scolarisation réapparait. Alors qu’on pouvait croire à la disparition du lycée, il redevient le joyau de l’enseignement secondaire dans la ville. Depuis 1985, à la suite des lois de décentralisation, l'équipement et l'entretien dépendent du conseil régional des Pays de la Loire. De 1992 à 1999, le lycée est entièrement réhabilité. En 2006, l’établissement fait du Mans, la deuxième ville de la région après Nantes à posséder une classe de Première supérieure. L’inauguration se fait en présence du ministre François Fillon.

## Élèves célèbres
- Claude Chappe, inventeur du sémaphore (1763-1805)
- Louis François Coutard, général d'Empire (1769-1852)
- Louis Crié, botaniste (1850-1908)
- Albert Maignan, artiste peintre (1845-1908)
- Maxime Radais, doyen honoraire de la faculté de pharmacie de Paris (1861 - 1959)
- Joseph Caillaux, homme politique, président du conseil des ministres (1863-1944)
- Léon Bollée, pionnier de l'automobile (1870-1913)
- Maurice Loutreuil, artiste peintre (1885-1925)
- André Bouton, historien du Maine (1890-1979)
- Pierre-Aimé Touchard, comédien, directeur du Conservatoire national d'art dramatique (1903-1987)
- Raymond Dronne, compagnon de la Libération, homme politique (1908-1991)
- Roland de la Poype, compagnon de la Libération, héros de l'escadrille Normandie-Niémen (1920-2012)
- Olivier de Kersauson, navigateur à la voile, capitaine au long cours (né en 1944)
- Jean Rondeau, constructeur et pilote automobile, vainqueur des 24 heures du Mans (1946-85)
- Bertrand Louvel (né en 1949), premier président de la Cour de cassation à partir de 2014.
- Jean-Baptiste Reddé, dit Voltuan (1957), poète et militant
- François Vallejo, romancier (né en 1960)
- Hélène Rollès, actrice de la série TV "Hélène et les garçons"(née en 1966)
- Leslie, chanteuse (Leslie Bourgoin, née en 1985)
- Christelle Morançais, femme politique

## Enseignants célèbres
- Jean Baechler (1937-2022), sociologue, professeur à l'EHESS et à la Sorbonne
- Jacques Derrida (1930-2004), philosophe, professeur à l'ENS et à l'EHESS.
- Gérard Genette (né en 1930), critique et théoricien de la littérature, universitaire.
- Louis Mermaz (né en 1931), ministre et président de l'Assemblée nationale.
- René Girault (1929-1999), professeur d'histoire contemporaine à l'université de Paris I.
- Gilles Candar (né en 1954), professeur d'histoire en khâgne et historien des gauches.
- Michel Bampély (né en 1974), artiste, parolier, producteur et sociologue de l'art et de la culture (EHESS)

## Films
Le lycée ayant conservé ses bâtiments d'antan, des films ont été partiellement tournés à l'intérieur de l'établissement. On se souvient notamment de Cyrano de Bergerac, interprété par Gérard Depardieu, dans l'escalier principal du bâtiment Ouest, qui a conservé en souvenir le nom de l'acteur. Il fut cependant débaptisé en 2024  à la suite des nombreuses controverses de l'acteur.